# 迪亞高·利華斯·古迪利斯
迪亞高·利華斯·古迪利斯（Diego Rivas Gutiérrez，1980年4月27日—），通常稱迪亞高·利華斯（Diego Rivas），出生在西班牙卡斯蒂利亚-拉曼恰雷阿爾城，是一名西班牙足球運動員，現已由西班牙足球甲級聯賽的皇家蘇斯達，外借至西班牙足球乙級聯賽的加的斯足球俱乐部，司職中場。

## 隊伍
- 1999-2002: 馬德里體育會二隊
- 2002-2003: 赫塔费足球俱乐部
- 2003-2004: 馬德里體育會
- 2004-2006: 赫塔费足球俱乐部
- 2006-現在: 皇家蘇斯達
- 2007-現在: 加的斯足球俱乐部 (外借)